# 珍品堂主人
『 珍品堂主人 』（ ちんぴんどうしゅじん ）は、中央公論に掲載された井伏鱒二の小説、および1960年に豊田四郎監督により製作された日本映画。
原作の主人公のモデルは、骨董品鑑定士で、魯山人とともに星岡茶寮を経営していた秦秀雄（のちに目黒の驪山荘、千駄ヶ谷の料理旅館・梅茶屋などを経営)。主人公と蘭々女史との争いは、秦秀雄と魯山人との、星岡茶寮をめぐる争いを基にしている。

## 映画

### キャスト
- 加納夏麿（珍品堂主人）：森繁久彌
- 蘭々女史：淡島千景
- 久谷 ：柳永二郎
- 加納の妻・お浜：乙羽信子
- 「三蔵」の女将・佐登子：淡路恵子
- 宇田川：有島一郎
- 島々徳久：山茶花究
- 村木：東野英治郎
- 於千代：千石規子
- 利根：峯京子
- 喜代：小林千登勢
- 新山さく：都家かつ江
- 佐山：高島忠夫
- 格さん：若宮忠三郎
- 明子：市原悦子
- 阿井さくら：横山道代
- 板前・勘さん：石田茂樹[1]